# Манолов, Манол
Манол Томов Манолов (болг. Манол Томов Манолов), по прозвищу Симолията (болг. Симолията; 4 августа 1925, София, Царство Болгария — 10 декабря 2017, София, Болгария) — болгарский футболист и тренер; защитник. В 1942—1944 годах играл за клуб «Устрем». В 1944—1948 годах выступал в составе клуба «Септември». В 1948—1962 годах играл за клуб «ЦСКА» в Софии. В 1950—1962 годах выступал за сборную Болгарии по футболу. Завершив карьеру игрока, был тренером ряда болгарских и греческих клубов.

## Клубная карьера
Клубную карьеру начал в 1942 году в составе клуба «Устрем» в Софии; команда играла во втором дивизионе. Дебютировал 25 июля 1943 года в матче против клуба «Левски» Пирот на позиции полузащитника. В 1944—1948 годах выступал за столичный клуб «Септември». С 1948 по 1962 год играл за клуб «ЦСКА» София; в течение пяти лет был капитаном команды. Провёл за клуб 239 матчей в чемпионате страны по футболу и забил 8 голов. Рекордсмен по наличию достижений среди болгарских футболистов — двенадцатикратный чемпион Болгарии и пятикратный обладатель Кубка страны. Футболист года в Болгарии за 1958 год. В историю спорта вошёл и как единственный футболист на поле в звании полковника; его коллеги получали звание полковника уже после того, как завершали игровую карьеру.

## Международная карьера
В 1947 году был включён в расширенный состав сборной Болгарии по футболу. Дебютировал за сборную страны в группе Б 3 октября 1949 года в матче против сборной Польше. Дебютировал за сборную страны в группе А 27 августа 1950 года в матче против Чехословакии. В 1950—1961 годах провёл 57 матчей и забил 1 гол; в 19 матчах был капитаном сборной. Бронзовый призер летних Олимпийских игр 1956 года в Мельбурне; участвовал в Олимпийских играх 1952 года в Хельсинки и 1960 года в Риме.

## Тренерская карьера
Завершив игровую карьеру, стал главным тренером клуба «Черно море» в сезоне 1962/63 года. В ноябре 1964 — декабре 1965 года был помощником Григория Пинайчева — главного тренера клуба «ЦСКА» София, который выиграл Кубок Советской Армии в сезоне 1964/65 года. В сезоне 1965/66 года был главным тренером клуба «Берое». Затем был главным тренером клуба «Светкавица». В 1969—1973 годах был главным тренером клуба «ЦСКА» София. В январе — июле 1974 года был главным тренером клуба «Хебыр». В сентябре 1974 года вернулся на пост главного тренера клуба «ЦСКА» София и занимал эту должность до конца 1975 года. В сезоне 1979/80 года он был тренером греческого клуба «Аполлон Смирнис». В 1980 году некоторое время тренировал футболистов клуба «Славия» София. В 1981 году был главным тренером греческого клуба «Этникос» Пирей. В сезоне 1982/83 года занимал пост главного тренера греческого клуба «Пансерраикос». В апреле 1984 года он снова был назначен главным тренером клуба «ЦСКА» София и занимал этот пост до июня 1985 года, когда после финала Кубка Болгарии против клуба «Левски» команда была расформирована, а Манолов был пожизненно отстранен от занятий спортом. Будучи тренером клуба «ЦСКА» София, он стал трёхкратным чемпионом Болгарии, трёхкратным обладателем Кубка Советской Армии и обладателем Кубка Болгарии.

## Достижения

### Как игрока
«ЦСКА»
- Кубок Болгарии (5): 1950/51, 1953/54, 1954/55, 1959/60,1960/61.
- Чемпион Болгарии (12): 1947/48, 1950/51, 1951/52, 1953/54, 1954/55, 1955/56, 1956/57, 1957/58, 1958/59, 1959/60, 1960/61, 1961/62.
- Чемпион Спартакиады дружественных армий: 1958

Сборная Болгарии
- Олимпийские игры: 1956 — бронза.
- Футболист года в Болгарии: 1958.

### Как тренера
«ЦСКА»
- Кубок Болгарии (3): 1984/85[1].
- Чемпион Болгарии (3): 1970/71, 1971/72, 1972/73[1].
- Кубок Советской Армии[англ.] (3): 1971/72, 1972/73, 1984/85[1].

## Личная жизнь
Манол Манолов приходился шурином футболисту Георгию Цветкову, который был женат на его сестре.